# Ursus im Tal der Löwen
Ursus im Tal der Löwen (Originaltitel: Ursus nella valle dei leoni) ist ein in Italien entstandener mythologischer Abenteuerfilm um den starken Sklaven Ursus. Carlo Ludovico Bragaglia inszenierte Ed Fury in der Titelrolle; der Film kam am 7. September 1962 im deutschsprachigen Raum in die Kinos.

## Handlung
Als Kleinkind konnte Ursus den Nachstellungen des Thronräubers und Königsmörders Ajak entkommen; er wurde von Löwen zu einem außergewöhnlich starken jungen Mann aufgezogen. Ein gieriger Sklavenhändler, der ihm ein Medaillon als Zahlung für die junge Ania abnimmt, handelt auch mit Ajak, der auf diese Weise von der Existenz Ursus’ erfährt und ihn, als rechtmäßigen Thronerben, töten lassen will. Die Häscher des Usurpators, der mit seiner Gespielin Diana herrscht, töten die Löwen; der aufgebrachte Ursus kann sich gegen die Übermacht nicht wehren und wird in ein Verlies geworfen, um als Hyänenfutter zu dienen. Einigen aufbegehrenden Freiheitskämpfern gelingt es, Ursus zu befreien und mit seiner Hilfe die Soldaten von Ajak sowie schließlich diesen selbst zu besiegen. Ursus besteigt mit Ania den Thron.

## Kritik
„Handelsübliche Antik-Film-Ware mit einem beträchtlichen Aufgebot fantastischer Kulissen, das das Minimum an Anspruch freilich nie wettmachen kann.“

## Bemerkungen
Der Film war in Italien sehr erfolgreich und spielte dort 456 Millionen Lire ein.
In Frankreich wechselte der Titelheld die Identität und wurde zu Maciste.

## Synchronisation
Den Titelhelden spricht in der deutschsprachigen Version Dieter Gerlach.